# Benegal Narsing Rau
Sir Benegal Narsing Rau (* 26. Februar 1887 in Mangalore, Karnataka; † 30. November 1953 in Zürich) war ein indischer Jurist, der in den 1930er Jahren wesentlich an einer Überarbeitung des indischen Gesetzbuches sowie nach 1945 an der Formulierung der Verfassungen von Indien und Burma mitwirkte. Von Februar 1952 bis zu seinem Tod war er als Richter am Internationalen Gerichtshof tätig.

## Leben
Benegal Narsing Rau wurde 1887 in Mangalore geboren und studierte an den Universitäten Madras sowie Cambridge. 1910 trat er in den indischen Staatsdienst ein und arbeitete unter anderem als Rechtsberater der gesetzgebenden Versammlung und der Regierung des Bundesstaates Assam. In den Jahren 1934/1935 war er als Berater in der Rechtsabteilung der indischen Regierung tätig, von 1935 bis 1937 wirkte er wesentlich an einer Überarbeitung des indischen Gesetzbuches mit. Im Jahr 1939 wurde er zum Richter am Calcutta High Court ernannt, dieses Amt hatte er bis 1944 inne. In den Jahren 1944/1945 war er Premierminister des Fürstenstaates Jammu und Kashmir. Nach dem Ende des Zweiten Weltkrieges war er von 1946 bis 1949 als Berater in der Konstituierenden Versammlung Indiens sowie 1947 als Berater der verfassungsgebenden Versammlung Burmas wesentlich an der Ausarbeitung der Verfassungen beider Länder beteiligt.
Benegal Narsing Rau leitete die indische Delegation zur vierten, fünften und sechsten Sitzung der Generalversammlung der Vereinten Nationen (UN) und wirkte von 1949 bis 1953 als ständiger Vertreter seines Heimatlandes bei den UN. Im Jahr 1950 war er als Vertreter Indiens Vorsitzender des Sicherheitsrats der Vereinten Nationen. Darüber hinaus gehörte er von 1949 bis 1951 der Völkerrechtskommission der UN an, zu deren Vizepräsident er gewählt wurde. Nachdem er zeitweise als möglicher Nachfolger von Trygve Lie im Amt des UN-Generalsekretärs galt, wurde er im Dezember 1951 als erster Inder Richter am Internationalen Gerichtshof. Er begann seine Tätigkeit in Den Haag im Februar 1952, starb jedoch 1953 in Zürich und damit vor Ablauf seiner turnusgemäß neunjährigen Amtszeit. Sein Nachfolger wurde Muhammad Zafrullah Khan aus Pakistan.

## Auszeichnungen
Benegal Narsing Rau wurde 1938 zum Knight Bachelor geschlagen und erhielt 1948 von der University of Delhi sowie 1951 vom Oberlin College die Ehrendoktorwürde.